# Zlewnia Górnej Huczwy
Zlewnia Górnej Huczwy este o arie protejată (arie de protecție specială avifaunistică — SPA) din Polonia întinsă pe o suprafață de 6.504,6 ha, integral pe uscat.

## Localizare
Centrul sitului Zlewnia Górnej Huczwy este situat la coordonatele 50°32′28″N 23°37′49″E / 50.541°N 23.6303°E.

## Înființare
Situl Zlewnia Górnej Huczwy a fost declarat arie de protecție specială avifaunistică în octombrie 2007 pentru a proteja 28 de specii de animale.

## Biodiversitate
Situată în ecoregiunea continentală, aria protejată nu include niciun habitat protejat.
La baza desemnării sitului se află mai multe specii protejate de  păsări (28): lăcar-de-rogoz (Acrocephalus schoenobaenus), pescăruș albastru (Alcedo atthis), fâsă-de-câmp (Anthus campestris), acvilă țipătoare mică (Aquila pomarina), buhai de baltă (Botaurus stellaris), chirighiță neagră (Chlidonias niger), barză albă (Ciconia ciconia), erete de stuf (Circus aeruginosus), erete cenușiu (Circus pygargus), cristeiul de câmp (Crex crex), ciocănitoarea de stejar (Dendrocopos medius), ciocănitoare de grădină (Dendrocopos syriacus), presură de grădină (Emberiza hortulana), muscar-gulerat (Ficedula albicollis), Gallinago media, cocor (Grus grus), stârc pitic (Ixobrychus minutus), sfrâncioc roșiatic (Lanius collurio), gușă albastră (Luscinia svecica), prigoare (Merops apiaster), gaia neagră (Milvus migrans), gaia roșie (Milvus milvus), stârc de noapte (Nycticorax nycticorax), viespar (Pernis apivorus), ciocănitoare verzuie (Picus canus), cresteț cenușiu (Porzana parva), cresteț pestriț (Porzana porzana), chiră de baltă (Sterna hirundo).